# River Pool (River Ravensbourne)
Der River Pool oder auch Pool River ist ein Wasserlauf in Greater London. Er entsteht aus dem Zusammenfluss von Chaffinch Brook und The Brook südwestlich des Bahnhofs New Beckenham im London Borough of Bromley. Er fließt in nördlicher Richtung in den London Borough of Lewisham und mündet dort im Stadtteil Bell Green in den River Ravensbourne.